# Tex Rickard
George Lewis "Tex" Rickard (2. januar 1871- 6. januar 1929) var en amerikansk boksepromotor og grundlæggeren af NHL-holdet New York Rangers. Tex Rickard stod endvidere bag opførelsen af den tredje version af Madison Square Garden i 1925. Op igennem 1920'erne var Tex Rickard den førende boksepromotor. 

## Unge år
Tex Rickard blev født i Kansas City, Missouri, men voksede op i Sherman, Texas. Efter forskellige job rejste Rickard i 1895 til Alaska og arbejdede som guldgraver. Rickard hørte om Guldfeberen i Klondike og drog fra Alaska til Klondike, hvor han med sin partner gjorde krav på en række landstykker. Rickard solgte siden landstykkerne for 60.000$, hvorefter han i stedet åbnede en saloon, men tabte formuen og saloonen i pokerspil. Herefter arbejdede Rickard som dealer i et spillecasino. Ejeren af casinoet overbeviste Rickard om, at de kunne tjene penge på at arrangere boksekampe i byen. En aften kom den tidligere australske og britiske imperiemester Frank Slavin til casinoet, hvor han i fuldskab løb ind i slagsmål. Rickard og casinoets ejer skilte slagsbrødrene ad, og overtalte dem til i stedet at kæmpe i en egentlig boksekamp. Rickard fik etableret en boksearena, og afviklede kampen med økonomisk succes. Rickard arrangerede et par yderligere kampe med Frank Slavin, men flyttede i 1899 fra Klondike til et nyt guldeventyr i Nome i Alaska. Fra Alaska flyttede Rickard til endnu et guldeventyr i Goldfield i Nevada. 

## Boksepromotor
Rickards erfaring som boksepromotor i Klondike var begrænset, og han havde ikke arrangeret større kampe i Canada. Kort efter ankomsten til Goldfield arrangerede Rickard imidlertid en kamp om verdensmesterskabet i letvægt mellem verdensmesteren Joe Gans og udfordreren, dansk-amerikaneren Battling Nelson. Rickard betalte bokserne en rekordstor præmiesum for kampen, 33.000$ (11.000$ til mesteren, den sorte Gans, og 22.000$ til udfordreren, den hvide Nelson), hvilket i sig selv tiltrak stor interesse. Kampen blev overværet af et stort publikum med tilrejsende fra hele USA, herunder præsident Teddy Roosevelts søn Kermit. Arrangementet blev en stor succes for Tex Rickard. 
Efter kampen mellem Gans og Nelson arrangerede Tex Rickard i 1910 "Århundredets kamp" mellem den sorte verdensmester i sværvægt Jack Johnson og den tidligere ubesejrede verdensmester, den hvide James J. Jeffries. Kampen mellem Johnson og Jeffries blev afviklet i 1910 i Reno, Nevada og påkaldte sig en enorm interesse i datiden. Tex Rickard havde bygget et stadion alene med det formål at afvikle en boksekamp, hvilket aldrig tidligere var sket. Rickard havde tilbudt USA's præsident William H. Taft at være kampleder, men Taft afslog, og Rickard varetog derfor selv hvervet som kampleder under kampen, der blev fulgt af store dele af den amerikanske befolkning, der var stærkt optaget af racemodsætningerne mellem de to boksere. Rickard betalte bokserne en rekordstor sum på 100.000$ for kampen, men fik alligevel overskud på kampen, der blev filmet af flere kameraer og senere vist som film over det meste af USA. Nederlaget til Jeffries medførte dog, at omsætningen på filmen blev mindre end forventet, da det hvide publikum ikke strømmede til biograferne for at se den hvide Jeffries blive udbokset af Johnson.
Arrangementet af den største boksekamp indtil dato gav Rickard mod på at arrangere yderligere en VM-kamp i sværvægt i 1916 mellem Jess Willard og Frank Moran. Kampen mellem Willard og Moran var oprindeligt planlagt at skulle finde sted i New Orleans med den tidligere sværvægtsmester Tommy Burns som promotor, men Burns var skeptisk overfor kampen, der skulle afvikles uden en pointafgørelse i tilfælde af, at kampen gik tiden ud. Rickard så mulighederne i kampen og flyttede den til Madison Square Garden i New York i stedet. Kampen mellem Willard og Moran blev den første VM-kamp i sværvægt, der blev afviklet i New York, og satte indtjeningsrekord med over 150.000$ for en indendørs boksekamp. Rickard arrangerede den næste VM-kamp i sværvægt, da han tre år senere i 1919 stod for arrangementet af Willards titelforsvar mod Jack Dempsey. Rickard fungerede også som sidedommer, men fik ikke behov for at score kampen, da Dempsey i en brutal kamp stoppede Willard efter tre omgange. 
Rickard arrangerede herefter med stor succes en række kampe i Madison Square Garden og indledte tillige et tæt samarbejde med Dempsey og Dempseys manager Jack Kearns. Tex Rickard arrangerede den næste store sværvægtskamp, da Dempsey i 1921 satte titlen på spil mod den franske udfordrer George Carpentier. Rickard så potentialet til en episk kamp mellem den "dyriske" amerikaner Dempsey mod den mere "gentlemanagtige" europæiske krigshelt Carpentier, og det lykkedes Rickard at skabe en enorm interesse om kampen, som han markedsførte som en ny "Århundredets kamp". Kampen mellem Dempsey og Carpentier blev den første boksekamp, der blev sendt live i datidens nye medium radioen. Det kom mere end 80.000 tilskuere til kampen, og med entreindtægter på 1,7 million $ blev det den første kamp, der gav mere end 1 million dollar i entreindtægt. Dempsey vandt overlegent. 
Rickard fortsatte med succes sin karriere, og arrangerede en række boksestævner, herunder det første boksestævne på Yankee Stadium i 1923, hvor Jess Willard gjorde comeback efter nederlaget til Dempsey. Herudover arrangerede Rickard kampe med de fleste af tidens største boksere. Rickard gjorde sig yderligere bemærket, da han på blot fem boksestævner i 1920'erne opnåede indtægter på over 8 mio. $, hvilket langt oversteg, hvad der hidtil havde været af indtjening i boksesporten. 
I 1926 arrangerede Rickard et titelforsvar for Jack Dempsey mod udfordreren Gene Tunney i Philadelphia. Kampen trak 120.557 tilskuere og er den dag i dag den VM-kamp i sværvægt, der er blevet overværet af det største antal tilskuere. Dempsey tabte sensationelt.
Tex Rickard fungerede endvidere som promotor for en række af dansk-amerikaneren Knute Hansens kampe, der blev afviklet i Madison Square Garden.

## Madison Square Garden og New York Rangers
I 1925 stod Rickard for en genopførelse af den tredje Madison Square Garden, som han herefter blev direktør for. 
Rickard fik i 1926 NHL-licens og han etablerede herefter i 1926 ishockeyklubben New York Rangers, der fik hjemmebane i Madison Square Garden, og som i holdets blot anden sæson vandt NHL-ligaen. Holdet fik tilnavnet "Tex's Rangers".
Sideløbende med at benytte Madison Square Garden til ishockey arrangerede Rickards en række store boksekampe i arenaen, og i løbet af kort tid lykkedes det Rickard, at gøre Madison Square Garden til en af de førende arenaer indenfor boksesporten. Op gennem 1930'erne blev en stor del af de store VM-kampe i sværvægt arrangeret i Madison Square Garden, ligesom en række andre store boksekampe blev afholdt der. Først omkring 1970'erne blev Madison Square Gardens førerstatus udfordret, da promotorerne Bob Arum og Don King flyttede en stor del af kampene til hotellerne i Las Vegas.

## Andre aktiviteter
I 1928 åbnede Rickard "Boston Madison Square Garden", også kendt som The Boston Garden. Rickard stiftede endvidere The South America Land and Cattle Company og olieselskabet Rickard Texas Oil Company.

## Død
Rickard døde den 6. januar 1929 af komplikationer efter en operation for blindtarmsbetændelse. Han er begravet på Woodlawn Cemetery i Bronx i New York.
Tex Rickard er efter sin død optaget i International Boxing Hall of Fame.

## Eksterne links
- Wikimedia Commons har flere filer relateret til Tex Rickard
- Biografi på Texas State Historical Association
- Tex Rickard på Internet Movie Database (engelsk)
- Tex Rickard på Encyclopædia Britannica Online (engelsk)
- Tex Rickards profesionelle rekordliste hos International Boxing Hall of Fame (engelsk)
- Tex Rickards profil hos Find a Grave (engelsk)
- Tex Rickards profil hos Encyclopædia Britannica Online (engelsk)